# HMS Broke (D83)
Pour les autres navires du même nom, voir HMS Broke.
Le HMS Broke est un leader de flottille de classe Thornycroft de la Royal Navy pendant la Seconde Guerre mondiale. Il est lancé en 1920 sous le nom de Rooke en hommage à George Rooke puis est rebaptisé Broke en hommage à Philip Broke.

## Histoire
Après des essais et une préparation, le Broke est envoyé en Méditerranée, arrivant à Malte le 9 février 1925 et remplaçant le Montrose à la tête de la 4e flottille de destroyers. Il est réaménagé au chantier naval de Malte de mai à août 1929, puis de novembre 1930 à mars 1931. Le Broke quitte la 4e flottille et retourne dans les eaux britanniques en avril 1931, entrant en réserve à Devonport. Pendant sa période de réserve, il sert de navire-citerne au Royal Naval Engineering College de Keyham jusqu'en avril 1932, puis sert comme destroyer d'urgence à Devonport. En juin 1935, le Broke reçoit un équipage complet et est affecté à un commandement indépendant (c'est-à-dire ne faisant partie d'aucune flottille) dans le cadre de la flotte de réserve. Il sert de navire amiral au contre-amiral des destroyers de la flotte de réserve pendant la revue navale en juillet 1935, avant de reprendre ses fonctions locales autour de Portsmouth. En octobre 1935, le HMS Broke est un croiseur de deuxième classe, le HMS Rutland, dans le film Marin de Sa Majesté.
Le Broke est réaménagé à Devonport de septembre 1936 à mars 1937, ses chaudières sont retubées. Après avoir terminé le réaménagement, le Broke retourne à ses fonctions de réserve à Devonport, agissant à nouveau comme destroyer d'urgence et comme navire-citerne pour le Royal Naval Engineering College. Le 2 septembre 1937, le Broke est envoyé pour enquêter sur un signal SOS du navire marchand sud-africain Sherard Osborn dans le golfe de Gascogne. Le capitaine du Sherard Osborn avait envoyé le signal craignant une mutinerie imminente en raison d'un conflit sur les heures supplémentaires et des mauvaises conditions à bord du navire, mais l'intervention du Broke n'est pas nécessaire. Le 20 novembre de la même année, le Broke est endommagé lors d'une collision avec le destroyer Witch et est en réparation à Devonport du 31 décembre 1937 au 28 janvier 1938. Il est temporairement mis en service plus tard en 1938, remplaçant le Codrington comme chef de bord pendant que ce dernier est en cours de réaménagement. Le Broke retourne en réserve en octobre 1938 et subit à nouveau un réaménagement à Devonport de janvier à juin 1939.
Au début de la Seconde Guerre mondiale, le Broke fait partie de la 29e division, 15e flottille de destroyers, basée à Rosyth. Il est affecté à la protection des convois, puis transféré au Commander-in-Chief, Western Approaches à Plymouth en octobre. Au cours de cette période, il escorte des navires marchands sur les routes nord et sud de Gibraltar et de l'Atlantique Sud. Le commandant du Broke, le lieutenant-commandant Richard Iwan Alexander Sarell, reçoit l'Ordre du service distingué le 23 décembre 1939 pour ses actions réussies contre les sous-marins ennemis.
Le 11 mars 1940, le Broke, avec les destroyers Wild Swan et Winchelsea, reçoit l'ordre d'enquêter sur un sous-marin aperçu au sud-ouest de Land's End. Le Broke et le Wild Swan sont déroutés pour aller au secours du pétrolier néerlandais Eulota, qui avait été torpillé par le sous-marin allemand U28. Le Broke saborde l'épave de l’Eulota après que le Wild Swan eut secouru l'équipage du pétrolier. Le 28 avril 1940, le Broke, qui avait été transféré en mer du Nord plus tôt dans le mois, s'échoue sur le banc de Goodwin, mais est rapidement remis à flot. En mai 1940, il subit des réparations de chaudière à Devonport. Bien qu'il soit absent lors de l'évacuation de Dunkerque en raison des réparations de la chaudière, le Broke participe à l'opération Cycle, l'évacuation des troupes britanniques et alliées du Havre et de Saint-Valery-en-Caux en Normandie entre le 10 et le 13 juin. L'un des bateaux du Broke, commandé par le naturaliste, artiste et camoufleur Peter Scott, a reconnu le port de Saint-Valery-en-Caux dans la nuit du 10 au 11 juin et a constaté que les troupes de la 51e division (Highland) qui devaient être évacuées cette nuit-là n'avaient pas encore atteint le port, mais étaient attendues la nuit suivante. Les attaques allemandes submergent les défenses britanniques de Saint-Valery pendant la journée, et tandis que 1 350 soldats britanniques et 930 soldats français sont évacués de Saint-Valéry et des plages voisines, dont 55 ramenés en Grande-Bretagne à bord du Broke, environ 8 000 hommes de la 51e division (Highland) sont capturés par les Allemands. Il y a encore d'importantes forces britanniques en France, et à partir du 15 juin, l'opération Ariel commence, évacuant les troupes britanniques et alliées et les civils de l'ouest de la France. Le Broke récupère 180 soldats polonais et 20 civils britanniques à Brest, en France, le 18 juin, les débarquant à Plymouth.
En juillet 1940, il rejoint le 6e groupe d'escorte et reprend ses missions d'escorte, à la fois sur Gibraltar et l'Atlantique Sud, ainsi que sur la route est-ouest de l'Atlantique Nord. Dans ce rôle, le Broke est engagé dans toutes les tâches effectuées par les navires d'escorte : protection des convois, recherche et attaque des sous-marins qui attaquent les navires du convoi et sauvetage des survivants. Il opère dans ce rôle pendant les deux ans et demi suivants. Pendant cette période, il escorte 30 convois nord-sud, dont deux sont attaqués. Peter Scott est encore membre de l'équipage du navire en juillet 1940 et fait camoufler le navire de manière expérimentale, différemment sur les deux côtés. À tribord, le navire est peint en bleu-gris sur toute sa surface, mais avec des ombres blanches dans les zones naturellement ombragées. À bâbord, le navire est peint avec des couleurs pâles et lumineuses pour combiner une certaine perturbation de la forme avec la possibilité de s'estomper pendant la nuit, là encore avec des zones ombragées peintes en blanc.
Le Broke escorte 27 convois est-ouest, dont sept sont attaqués. De janvier à mars 1941, le Broke est réaménagé par Harland and Wolff dans le chantier naval de Londres, avec des renforts supplémentaires. Le 6 avril 1941, le croiseur marchand armé Comorin, en route vers Freetown avec le navire marchand Glenartney et le destroyer Lincoln, prend feu dans l'Atlantique Nord. L'incendie ne peut être maîtrisé et le Comorin doit être abandonné. Le Broke, qui se trouve à proximité, est appelé en renfort et, avec le Lincoln et le Glenartney, secourt les survivants du croiseur marchand armé. Le Broke reste sur le côté sous le vent du Comorin pendant trois heures dans une tempête pour récupérer les survivants, récupérant 180 hommes avant de saborder le Comorin avec une torpille. Au total, 405 hommes sont secourus par les trois navires, dont 20 furent tués. Le 26 juillet 1941, alors qu'il escorte le convoi SL 80, le Broke entre en collision avec le destroyer Verity près de Derry. Les deux navires sont endommagés, le Broke a une proue gravement endommagée qui nécessite des réparations par Palmers dans le chantier naval de Hebburn du 8 août au 12 septembre, tandis que le Verity est en réparation par Harland & Wolff à Belfast jusqu'au 22 septembre de la même année.
Après réparation, le Broke retourne au 6e groupe d'escorte, désormais basé au port de Londonderry. En octobre 1941, le Broke fait partie de l'escorte du convoi ONS 29. Le 15 janvier 1942, le Broke subit des problèmes de moteur, son moteur tribord est hors service et son moteur bâbord souffre de défauts, et il est en réaménagement à Portsmouth entre le 1er février 1942 et le 25 juillet de la même année. Le Broke est converti en escorte à courte portée pendant sa réfection. Lorsque le Broke émerge en juillet 1942, trois canons de 4,7 pouces sont retirés, pour être remplacés par un projecteur anti-sous-marin hérisson et six canons de 20 mm Oerlikon, avec un radar de type 272 et un Huff-Duff sont également installés. Le Broke est impliqué dans une bataille majeure sur la route de l'Atlantique Nord en août 1942, lorsque le convoi SC 94 est attaqué. Le convoi SC 94 voit 11 navires coulés et deux sous-marins détruits au cours d'une bataille de six jours. Le Broke rejoint l'escorte le 9 août, son commandant, Arthur Layard, assume le commandement pendant les trois derniers jours de la bataille. Bien qu'attaqué par le sous-marin U-595, les torpilles du sous-marin manquent leur cible, le Broke et indemne.
Le 8 novembre 1942, le Broke et le destroyer Malcolm participent à l'opération Terminal dans le cadre de l'invasion alliée de l'Afrique du Nord française. Les deux destroyers, sous le commandement général du capitaine Henry Fancourt, doivent tenter de débarquer de l'infanterie directement sur le port d'Alger dans l'espoir de capturer les installations portuaires et d'empêcher leur destruction par les forces françaises de Vichy. On espérait que l'opération serait totalement une surprise ou que les défenseurs soutiendraient l'invasion au moins en refusant de tirer sur les assaillants. Cependant, les forces de Vichy ouvrent le feu sur les navires, les endommageant lourdement. Le Malcolm est contraint de se retirer, mais le Broke a plus de chance. Lors de sa troisième tentative, il tranche le barrage et réussit à débarquer ses troupes sous le feu des ennemis du Quai de Fécamp, quatre heures après le début de l'opération. Le Broke continue à subir des tirs nourris et est contraint de se retirer à 10 h 30. Le Broke est de nouveau touché par des batteries côtières lors de son retrait, ce qui aggrave les dégâts antérieurs. Il est pris en remorque par le destroyer Zetland, mais coule deux jours plus tard, le 10 novembre.